# Сапежанка (Винницкая область)
Сапежанка (укр. Сапіжанка, пол. Sapieżanka) — село на Украине, находится в Шаргородском районе Винницкой области.
Код КОАТУУ — 0525387601. Население по переписи 2001 года составляет 1035 человек. Почтовый индекс — 23556. Телефонный код — 4344.
Занимает площадь 16,603 км².

## Религия
В селе действуют храмы святого апостола Иоанна Богослова и Казанской иконы Пресвятой Богородицы Шаргородского благочиния Могилёв-Подольской епархии Украинской православной церкви.

## Адрес местного совета
23556, Винницкая область, Шаргородский р-н, c. Сапежанка